# Lance Bass

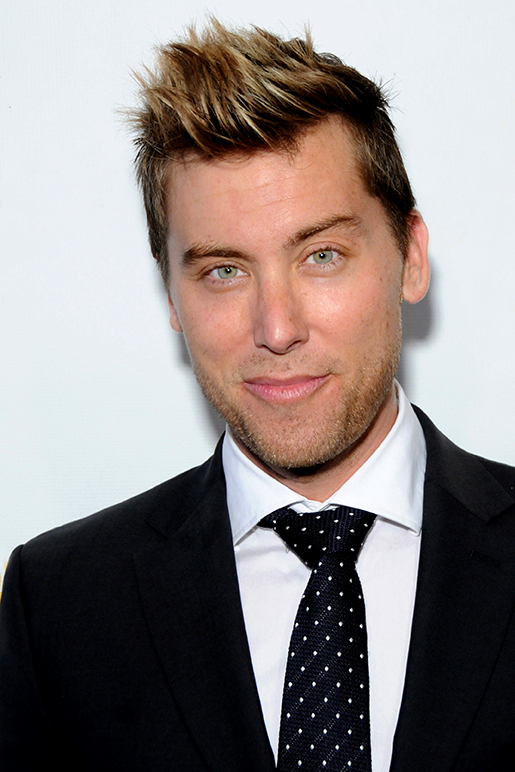
Lance Bass (2014)

James Lance Bass (* 4. Mai 1979 in Laurel, Mississippi) ist ein US-amerikanischer Sänger, Schauspieler und Filmproduzent. Lance Bass wurde als Bass-Sänger der Boygroup 'N Sync international bekannt.

## Kindheit
Lance Bass wurde in Laurel, Mississippi, als Sohn von Jim Bass, einem Labortechniker, und Diana Bass, einer Grundschullehrerin, geboren. Lance Bass hat eine ältere Schwester.
Im Alter von zehn Jahren zog Bass nach Clinton, Mississippi. Dort wurde er Mitglied im Kirchenchor einer der Southern Baptist Convention angehörenden Kirchengemeinde und sang ebenso im Schulchor. Lance Bass besuchte die Clinton High School. Er wurde Mitglied in der Organisation Mississippi Show Stoppers, einer landesweiten US-amerikanischen Gruppierung. Lance Bass schloss sich der Gruppe Attache an, die als Chorformation die Vereinigten Staaten bereiste.
Als Schüler zeichnete sich Lance Bass mit seinen Leistungen in Mathematik und Naturwissenschaften aus. Das Weltall faszinierte ihn, und er wollte Astronaut bei der NASA werden.

## 'N Sync
1995 gründete sich 'N Sync aus den Ex-Mickey-Mouse-Club-Moderatoren JC Chasez und Justin Timberlake zusammen mit Chris Kirkpatrick, Joey Fatone und Jason Galasso als „Bass“ (tiefere Stimmlage); Lance Bass ersetzte wenig später Galasso. 1996 ging die Gruppe in Deutschland auf Tournee und zwei Jahre später in den Vereinigten Staaten. 2002 beschloss die Band, trotz andauernder Erfolge, ihre Auflösung.

## Filmproduzent und Darsteller
2001 produzierte Lance Bass die Filmkomödie On the Line, in der er auch eine der Hauptrollen spielte. Bass trat mehrmals als prominenter Kommentator bei I Love the '80s auf und spielte sich selbst in Kurzauftritten in den Filmen Verflucht (Cursed) von Wes Craven und in Zoolander. Joey Fatone und er gaben ihre Stimmen Figuren in den Animationsfilmen Kim Possible und Robot Chicken.
In dem Film Chuck und Larry – Wie Feuer und Flamme hatte Lance Bass 2007 einen kurzen Auftritt als Sänger der auftretenden Band auf der Hochzeit eines gleichgeschlechtlichen Paares. In Tropic Thunder spielte Bass 2008 erneut sich selbst, als zum Ende der Filmhandlung auf der Oscar-Verleihung eine Liebesbeziehung zu dem homosexuellen Gangsterrapper „Alpa Chino“ aufgedeckt wird.
In einer Muppet-Mottofolge der achten Staffel der US-amerikanischen Version von The Masked Singer präsentierte Bass ein Indiz zur Identität des Kandidaten Walrus (Joey Lawrence). In einer 2000er-Mottofolge der zehnten Staffel stellte er dem Rateteam einen Hinweis zur Identität des Teilnehmers Pickle (Michael Rapaport) vor.

## Privates
Während seiner Zeit als Mitglied der Boygroup 'N Sync hatte Lance Bass eine Beziehung mit der Schauspielerin Danielle Fishel. Von den Bandmitgliedern von 'N Sync eröffnete er Joey Fatone als erstes, dass er homosexuell ist, da er zu diesem ein sehr gutes freundschaftliches Verhältnis pflegt. Am 26. Juli 2006 outete sich Bass im Magazin People und äußerte sich dahingehend:

“The thing is, I’m not ashamed – that’s the one thing I want to say. I don't think it's wrong, I'm not devastated going through this. I'm more liberated and happy than I’ve been my whole life. I'm just happy.”

„Die Sache ist: Ich schäme mich nicht – das ist das Einzige, was ich sagen möchte. Ich glaube nicht, dass es falsch ist; ich bin nicht am Boden zerstört, dass ich da durch muss. Ich bin freier und glücklicher als jemals zuvor in meinem Leben. Ich bin einfach glücklich.“

Nach seinem Coming Out hatte Bass eine Beziehung mit dem Schauspieler Reichen Lehmkuhl, die im Januar 2007 endete. Anfang September 2013 gab er bekannt, sich mit seinem Freund Michael Turchin verlobt zu haben. Die beiden waren seit Dezember 2011 liiert. Am 20. Dezember 2014 heirateten sie in Los Angeles.
Des Weiteren erlangte er 2002 in den Vereinigten Staaten mediale Bekanntheit durch seinen Versuch, als Tourist an der russischen Weltraummission Sojus TMA-1 teilzunehmen. Es gelang ihm aber nicht, die dafür benötigten Finanzmittel durch die Medien aufzubringen. Lance Bass ist Funkamateur mit dem Rufzeichen KG4UYY.
2007 brachte Bass seine Autobiographie mit dem Titel Out of Sync heraus.

## Filmografie
Filme
- 1999: Tarzan – Das Konzert (Tarzan in Concert with Phil Collins)
- 2000: Longshot – Ein gewagtes Spiel (Longshot)
- 2001: On the Line
- 2001: Zoolander
- 2002: Kingdom Hearts (Kingudamu Hātsu) (Videospiel)
- 2004: Seek & Hide
- 2005: Verflucht (Cursed)
- 2005: Lovewrecked – Liebe über Bord (Love Wrecked)
- 2007: Chuck und Larry – Wie Feuer und Flamme (I Now Pronounce You Chuck & Larry)
- 2007: Girl Camp
- 2008: Tropic Thunder
- 2009: Rex
- 2014: Such Good People

TV-Serien
- 1993: Emerald Cove (1 Folge)
- 1999: Ein Hauch von Himmel (Touched by an Angel) (1 Folge)
- 2000: Eine himmlische Familie (7th Heaven) (1 Folge)
- 2002: Die Simpsons (The Simpsons) (1 Folge)
- 2003: Greetings from Tucs (1 Folge)
- 2004: Kim Possible (1 Folge)
- 2004: Higglystadt Helden (Higglytown Heroes) (1 Folge)
- 2006: Meister Mannys Werkzeugkiste (Handy Manny) (3 Folgen)
- 2007: Rick & Steve the Happiest Gay Couple in All the World (1 Folge)
- 2009: Valley Peaks (2 Folgen)
- 2021: The Circle USA
- 2022–2023: The Masked Singer (2 Folgen, Gastauftritt)

als Fernsehproduzent
- 2000: *NSYNC & Britney Spears: Your #1 Video Requests... And More!
- 2001: On the Line
- 2004: *NSYNC's Challenge for the Children
- 2005: Love Wrecked
- 2019: Single Parents (2 Folgen)

## Auszeichnungen
Am 6. Oktober 2006 erhielt Lance Bass den Visibility Award der Human Rights Campaign.
Lance Bass schaffte es als bisher jüngster Musiker in die Mississippi Musicians Hall of Fame.